# مهدي بيرجاهان
مهدي بيرجاهان (بالفارسية : مهدی پیرجهان ) من مواليد 1999 23 سبتمبر ولد في تبريز وهو رياضي إيراني متخصص في سباق 400 متر مثل منتخب بلاده في بطولة العالم لعام 2019 ، ولم يتمكن من الوصول إلى الدور قبل النهائي بسسبب حصولة عل فارق قليل من المركز الاول.
أفضل ما لديه في خلال مسيرتة هو 49.33 ثانية تم تسجيلة في لكناو في عام 2019. هذا هو الرقم القياسي الوطني الحالي .

## دورة الألعاب الأولمبية الصيفية في طوكيو 2020
أصبح مهدي بيرجاهان رابع رياضي إيراني يفوز بمركز كوتا في أولمبياد طوكيو 2020. كان من المفترض أن يشارك في سباق 400 متر حواجز للرجال ولكن ثبتت إصابته بفيروس كورونا خلال فتره الولمبيات .

## المشاركات العالمية
| العام | المسابقة                                  | المكان        | المركز                     | حدث           | ملاحظة                                               |
| إيران | إيران                                     | إيران         | إيران                      | إيران         | إيران                                                |
| ----- | ----------------------------------------- | ------------- | -------------------------- | ------------- | ---------------------------------------------------- |
| 2018  | بطولة آسيا لألعاب القوى للناشئين 2018     | غيفو (محافظة) | الثالث                     | 400 متر حواجز | 51.18                                                |
| 2018  | بطولة العالم لألعاب القوى تحت 20 سنة 2018 | تامبيري       | السابع                     | 400 متر حواجز | 51.15                                                |
| 2019  | بطولة آسيا لألعاب القوى 2019              | الدوحة        | المركز السادس              | 400 م حواجز   | بطولة آسيا لألعاب القوى 2019 – رجال 400 متر حواجز ‏   |
| 2019  | بطولة العالم لألعاب القوى 2019            | الدوحة        | المركز الخامس والعشرين (h) | 400 م حواجز   | بطولة العالم لألعاب القوى 2019 – رجال 400 متر حواجز ‏ |
| 2022  | ألعاب التضامن الإسلامي 2021               | قونية         | المركز الرابع              | 400 م حواجز   | 49.35                                                |